# University of Toronto Press
La University of Toronto Press è una casa editrice accademica dell'Università di Toronto.  Fondata nel 1901 per stampare esami e calendari universitari, nonché per riparare libri nelle biblioteche dell'università.
Come casa editrice iniziò le pubblicazioni nel 1911.
Il primo libro accademico stampato è stato un'opera di un professore di letteratura classica all'University College di Toronto.
La casa editrice assunse il controllo della libreria universitaria nel 1933 e stampava i numeri del Canadian Journal of Mathematics fondato nel 1949.
Con l'Università di Toronto pubblica il Dictionary of Canadian Biography.